# Division No 1 (Manitoba)
Pour les articles homonymes, voir Division No 1.
La division No 1 est une des divisions de recensement du Manitoba (Canada).

## Liste des municipalités
Municipalité rurale
- Alexander
- Lac-du-Bonnet
- Piney (en)
- Reynolds (en)
- Stuartburn (en)
- Victoria Beach (en)
- Whitemouth (en)

Local government district
- Pinawa (en)

Ville (Town)
- Lac-du-Bonnet
- Powerview-Pine Falls

Réserve indienne
- Buffalo Point 36 (en)
- Shoal Lake 39A (en)
- Shoal Lake 40

Territoire non-organisé
- Division No. 1, Unorganized (en)

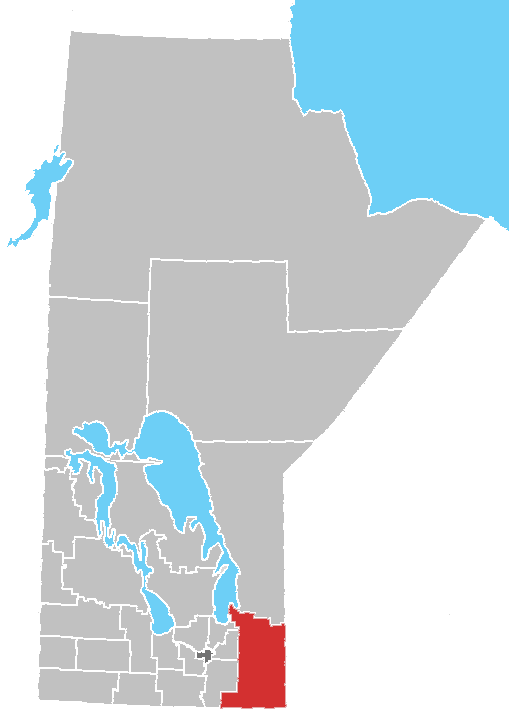
Localisation de la Division No 1